# 羊角島
座標: 北緯38度59分36秒 東経125度44分45秒 / 北緯38.993305度 東経125.745778度
羊角島（ヤンガクト、ようかくとう）とは、大同江の平壌市内にある中州の一つ。行政区画は平壌市中区域柳城洞に属する。

## 概要
鉄道平釜線（京義線）の橋梁が通っており、列車や自動車がこの島を通り大同江の対岸へ渡れるようになっている。
1866年7月に砲艦外交を実施しようとしたアメリカ合衆国の武装商船「ジェネラル・シャーマン号」が李氏朝鮮との通商を求めて大同江を遡り、羊角島にまで到達したが、平壌軍民によって同船の船員が抹殺されるジェネラル・シャーマン号事件が発生した。
羊角島には羊角島国際ホテル、羊角島競技場がある。